# Интимни однос
Интимни однос је посебно близак облик међуљудских односа. Може се дефинисати следећим особинама: трајно понашање међузависности, понављајућа интеракција, емоционална приврженост и испуњење потребе. Мада термин интимни однос имплицира и сексуални однос, такође се користи као еуфемизам за везу која је искључиво сексуална.
Интимни односи имају централну улогу у свеукупном људском искуству. Људи имају универзалну потребу да некоме и нечему припадају, односно некога и нешто воле, те је та потреба задовољена стварањем интимног односа. Интимни односи се састоје од људи који нас привлаче, који нам се свиђају и које волимо, било у романтичном, било у сексуалном погледу, са којима се желимо венчати те им пружити и од њих добити емоционалну и личну подршку. Интимни односи стварају друштвену мрежу састављену од особа које пружају снажну емоционалну приврежност и испуњавају наше универзалне потребе за припадањем и за збринутошћу. Систематско проучавање интимних односа је релативно нова област истраживања на пољу друштвене психологије, те се почела јављати тек у посљедњих неколико деценија. Упркос томе, друштвено промишљање и анализа интимних односа датира још од времена раних грчких филозофа. Ране научне студије су се такође бавиле интимним односима, али су биле ограничене на мање групе људи у оквиру ужег проучавања понашања као што су такмичење и сарадња, преговарање, покоравање или отпор. Интимност у физичком смислу, пак, карактерише романтична или страствена љубав и приврженост, односно сексуалне активности.
Емоционална интимност се сматра суштинским аспектом здраве везе. Једном када се јаве дубља осећања допадања или љубави према једној особи или више људи, то може резултирати физичком интимношћу. Међутим, емоционална интимност може или не мора бити присутна у физичкој интимности у зависности од дубине везе. Физичку интимност карактерише романтична љубав, сексуална активност или друга страствена везаност. Ови односи играју централну улогу у укупном људском искуству. Људи имају општу жељу за припадањем и љубављу, која се обично задовољава у интимној вези. Такви односи омогућавају друштвеној мрежи људи да формирају јаке емоционалне везе.

## Интима
Интимност укључује осећај обитавања у блиском, личном друштву и заједничког припадања. То је позната и веома блиска афективна веза са другим као резултат везе која се формира кроз познавање и искуство другог. Истинска интимност у људским односима захтева дијалог, транспарентност, рањивост и реципроцитет. Далтон (1959) је расправљао о томе како антрополози и етнографски истраживачи приступају „информацијама изнутра“ из одређеног културног окружења успостављањем мрежа интимних особа способних (и вољних) да пруже информације које се не могу добити путем формалних канала.
У људским односима, значење и ниво интимности варира унутар и између односа. У антрополошким истраживањима, интимност се сматра производом успешног завођења, процеса изградње односа који омогућава странкама да са сигурношћу открију раније скривене мисли и осећања. Интимни разговори постају основа за „поверења“ (тајно знање) која спајају људе.
Сексуални односи и тренуци интимности значајно опадају након порођаја. Екстремна депривација сна била је најчешћи одговор жена о томе зашто су мање сексуално активне са својим супружником. Због недостатка сна и обавеза бриге о беби, сексуална интимност постаје мање значајан приоритет. Жене су себе доживљавале као непривлачне, не зато што је њихов супружник то изразио, већ им је непријатно због изгледа свог промењеног тела. Само 5% партнера је изјавило да су њихови сексуални односи били чешћи након порођаја. Неке жене су то сматрале важним за њихов брак без обзира на ниво њихове жеље. Мајка која доји ствара снажну емоционалну везу између ње и бебе. Много пута, емоционалне потребе мајке су задовољене кроз ово искуство. Ово може довести до тога да се муж осећа мање повезаним са својом женом.
Одржавање интимности током дужег времена укључује добро развијену емоционалну и међуљудску свест. Интимност укључује способност да особе буду одвојено и заједно као учесници у интимној вези. Мари Бовен је ово назвао „самодиференцијацијом“, што резултира везом у којој постоји емоционални распон који укључује снажан сукоб и интензивну лојалност. Недостатак способности да особа дифернцира себе друге је облик симбиозе, стања које се разликује од интимности, чак и ако су осећања блискости слична.
Интимно понашање придружује чланове породице и блиске пријатеље, као и заљубљене. Оно се развија кроз реципрочно самооткривање и искреност. Лоше вештине у развијању интимности могу довести до пребрзог приближавања; потешкоћа се да пронађе граница и да одржи везу; особа може бит незграпна као пријатељ, одбијајући самооткривање или да чак одбацује пријатељства и оних који их имају. Психолошке последице проблема у интимности се могу наћи код одраслих који имају потешкоћа у успостављању и одржавању интимних односа. Појединци често доживљавају људска ограничења својих партнера и развијају страх од штетних последица поремећених интимних односа. Студије показују да је страх од интимности негативно повезан са удобношћу емоционалне блискости и задовољства у вези, и позитивно повезан са усамљеношћу и анксиозношћу.
Модел међузависности Левингера и Снука дели развој интимне везе у четири фазе: прва је фаза нултог контакта, у којој нема контакта између две стране у вези; Друга фаза је свест, што значи да стране немају никакав површан или дубок контакт једна са другом, већ се само познају; Трећа фаза је површински контакт, у којем се обе стране познају и имале су површински контакт; Четврта фаза коегзистенције (узајамност), односи се на то да се међусобна зависност јако повећала, као и да постоји дубоки контакт.
Научници разликују различите облике интимности, укључујући физичку, емоционалну, когнитивну или духовну интимност:
- Физичка интимност може укључивати боравак у нечијем личном простору, држање за руке, грљење, љубљење, страсно мажење или другу сексуалну активност.
- Емоционална интимност, посебно у сексуалним односима, обично се развија након што се постигне одређени ниво поверења и успоставе личне везе.[7] Емоционална веза „заљубљивања”, међутим, има и биохемијску димензију вођену реакцијама у телу стимулисаном сексуалном привлачношћу (PEA, фенилетиламин),[19] и друштвену димензију вођену „разговором” који следи из регуларне физичке блискости или сексуалне заједнице.[20] Љубав је важан фактор емоционалне интимности. Оно се квалитативно и квантитативно разликује од допадања, а разлика није само у присуству или одсуству сексуалне привлачности. Постоје три врсте љубави у вези: страствена љубав, другарска љубав и пожртвована љубав. Пожртвована љубав одражава подвођење индивидуалне самовоље унутар заједнице. Сапутничка љубав укључује смањена снажна осећања привржености, аутентичну и трајну везу, осећај узајамне посвећености, дубок осећај узајамне бриге, осећај поноса на достигнућа брачног друга и задовољство које долази од дељења циљева и перспективе. Насупрот томе, страствена љубав је обележена заљубљеношћу, интензивном заокупљеношћу партнером, грчевима екстазе и осећањима усхићења која долазе од поновног уједињења са партнером.[21]
- Когнитивна или интелектуална блискост се дешава када двоје људи размењују мисли, деле идеје и уживају у сличностима и разликама између својих мишљења.[18][22]
- Духовна интимност подразумева везивање над духовношћу.[18]

## Интимни партнери
Изрази који се користе за разне врсте партнера у интимним односима:
- Момак/Девојка
- Особа од поверења
- Члан породице
- Пријатељ
- Животни партнер/Партнер
- Брачни друг
- Љубавница

## Литератур
- „Affection”. Dictionary.com. Приступљено 19. 11. 2017.
- „Francis Hutcheson on the Emotions. Supplement to 17th and 18th Century Theories of Emotions”. Stanford Encyclopedia of Philosophy. Приступљено 19. 11. 2017.
- „The Effects of Affection”. Research Matters. Архивирано из оригинала 04. 03. 2016. г. Приступљено 2015-08-30.
- Fernández, Damián J. (1. 1. 2010). Cuba and the Politics of Passion. University of Texas Press. ISBN 9780292782020. Приступљено 19. 11. 2017 — преко Google Books.
- Descartes, René. „The Passions of the Soul” (PDF). Earlymoderntexts.com. Архивирано (PDF) из оригинала 2022-10-09. г. Приступљено 19. 11. 2017.
- LeBuffe, Michael (19. 11. 2017).  Zalta, Edward N., ур. Spinoza's Psychological Theory. The Stanford Encyclopedia of Philosophy. Metaphysics Research Lab, Stanford University. Приступљено 19. 11. 2017.
- „Methods of Ethics” (PDF). Earlymoderntexts.com. стр. 345—349. Архивирано (PDF) из оригинала 2022-10-09. г. Приступљено 19. 11. 2017.
- David O., Oduse. „Understanding The Five Love Languages And How It Affects Your Relationships”. Dating Reporter's Blog (на језику: енглески). Архивирано из оригинала 2021-04-10. г. Приступљено 2021-02-27.
- Floyd, Kory; Hesse, Colin; Mark A., Generous (2021). „Affection exchange theory: A bio-evolutionary look at affectionate communication”.  Ур.: Braithwaite, Dawn. Engaging theories in interpersonal communication: multiple perspectives (3rd изд.). New York, NY: Routledge. ISBN 978-1-003-19551-1. OCLC 1248603023.
- Gerhardt, Sue (24. 10. 2014). Why love matters : how affection shapes a baby's brain. ISBN 978-1-317-63579-6. OCLC 883460873.
- Lawton, Leora; Silverstein, Merril; Bengtson, Vern (фебруар 1994). „Affection, Social Contact, and Geographic Distance between Adult Children and Their Parents” (PDF). Journal of Marriage and the Family. 56 (1): 57—68. JSTOR 352701. doi:10.2307/352701. Архивирано из оригинала (PDF) 2012-03-16. г.
- Boudreau, Diane (8. 2. 2013). „Study: Expressing love can improve your health”. ASU News.
- Rivero, Enrique (30. 9. 2013). „Lack of parental warmth, abuse in childhood linked to multiple health risks in adulthood”. UCLA Newsroom.
- Merrell-Wolff, Franklin (1995). Transformations in Consciousness: The Metaphysics and Epistemology: Containing His Introceptualism. State University of New York Press. стр. 45. ISBN 0-7914-2675-0.
- The Whole Art of Polite Courtship; Or the Ladies & Gentlemen's Love Letter Writer: Being a Complete Collection of Information and Advice on the Subject of Love, with New Hints to be Observed for the Choice of a Husband (на језику: енглески). Webb. Millington & Company. 1849. Архивирано из оригинала 2023-03-19. г. Приступљено 2022-08-08.
- The Etiquette of Courtship and Matrimony: with a Complete Guide to the Forms of a Wedding (на језику: енглески). George Routledge and Son. 1852. Архивирано из оригинала 2023-03-19. г. Приступљено 2022-08-08.